# 宇津木保
宇津木 保（うつき たもつ、1911年(明治44年) - 1999年(平成11年)）は、日本の心理学者。
東京生まれ。1935年東京帝国大学文学部心理学科卒。横浜市立大学助教授、教授、1975年定年退官、名誉教授、学習院大学文学部教授。1982年退職。弟は宇津木正、子は宇津木成介（1948 - 神戸大学教授、心理学）。

## 著書
- 『麻酔剤の発見者たち』羽田書店、1947
- 『ことわざの心理学』ブレーン出版、1984

### 共著
- 『心理学のあゆみ』大山正、岡本夏木、金城辰夫、高橋澪子共著 有斐閣新書 1977
- 『フロイト 著作と思想』福島章ほか共著 有斐閣新書、1978

### 翻訳
- ドラード 等『欲求不満と暴力』誠信書房、1959
- ブラウン編『フロイドの系譜 精神分析学の発展と問題点』大羽蓁共訳 誠信書房、1963
- J.A.C.ブラウン『説得と誘惑の技術』うつきただし共訳 誠信書房、1967
- B・F・スキナー『心理学的ユートピア』うつきただし共訳 誠信書房、1969
- A.J.マロー『クルト・レヴィン その生涯と業績』望月衛共訳 誠信書房、1972
- R.I.エヴァンズ『B.F.スキナー 人と思想』誠信書房、1972
- リチャード・リン『性格と国民性 不安と繁栄』岩脇三良、望月衛共訳 誠信書房、1973
- Roberm and Ai-li Chin『革命中国の心理学 1949-1966』ブレーン出版、1974
- リチャード・エヴァンズ『ピアジェとの対話』誠信書房、1975 誠信ピアジェ選書
- W.H.イッテルソン H・M・プロシャンスキー等『環境心理の応用』望月衛共訳 彰国社、1977
- ヘルマン・エビングハウス『記憶について 実験心理学への貢献』誠信書房、1978
- T.H.ウルフ『ビネの生涯: 知能検査のはじまり』誠信書房、1979
- F.C.バートレット『想起の心理学 実験的社会的心理学における一研究』辻正三共訳 誠信書房、1983
- T.H.リーヒー『心理学史 心理学的思想の主要な潮流』誠信書房、1986
- R.ボークス『動物心理学史 ダーウィンから行動主義まで』宇津木成介共訳 誠信書房、1990

## 論文
- 「クルト・レヴィンの人と理論 (2)」 『児童心理』 第26巻 10号 1972
- 「攻撃の現象学と力学」 『教育と医学』 第23巻 11号 1975

## 参考
- 『ビネの生涯』訳者紹介
- 白い性・黒い性--アメリカ黒人問題の一側面 宇津木保 横浜市立大学論叢 社会科学系列、1972-10
- 『日本心理学者事典』クレス出版、2003年、182頁。ISBN 4-87733-171-9。